# شگفت‌ماهیان
 شگفت‌ماهیان(نام علمی: Thaumatichthyidae) نام یک تیره از راسته قلابچه‌ماهی است.